# レニン

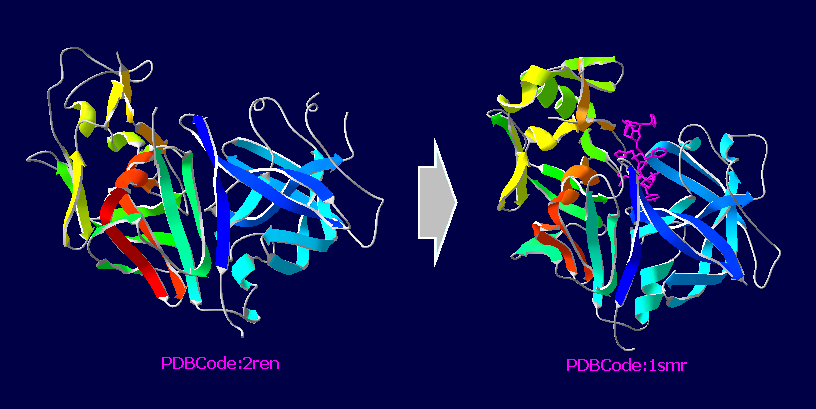
レニンの三次元構造(リボン図)
クリックで拡大・説明

レニン(Renin, EC.3.4.23.15)はアンジオテンシノーゲンのペプチド結合を分解してアンジオテンシンIを合成するタンパク質分解酵素の一種。アンジオテンシノーゲン中の非常に特異的なペプチド配列を認識し分解するため、発見当初は活性化の仕組みがわからずホルモンかキナーゼの一種ではないかと考えられていた。

## 作用機序
レニン－アンギオテンシン－アルドステロン系は生物が進化して海生から陸生になるに伴って起こるナトリウムの損失による循環血流量の減少を補うために進化した仕組みである。
腎臓の傍糸球体細胞が腎血流量の変化を感知し、減少すればレニンの分泌を促進し、増加すれば抑制する。レニンによって活性化されたアンジオテンシンIはそれだけでも血管収縮作用をもつが、作用がさらに強力なアンジオテンシンIIに変化する。アンジオテンシンIIは血圧上昇作用を持つほか、アルドステロンの分泌を促進し、腎におけるナトリウムの再吸収を増加させ、浸透圧を高めることにより尿量を減少させて血液量の減少を抑制する。これをレニン-アンジオテンシン-アルドステロン(RAA)系という。
この系はアルドステロンによってネガティブフィードバックを受けているため、原発性アルドステロン症などでアルドステロンの分泌が増加するとレニン活性は低下する。全身の血流量ではなく腎血流量のみで分泌量が決定するため、腎動脈の何らかの障害で腎血流量が減少したときの腎血管性高血圧症の誘因となる。
ただし、レニン-アンギオテンシンーアルドステロン系は塩分とそれに伴う水分の喪失により腎臓血流量が低下した場合に緊急的に循環血流量を確保するために進化した系統であるため、現代人のように塩分摂取が過多の状況ではレニンの分泌は抑制されている。
塩分過多の状況ではアンギオテンシンII変換酵素阻害剤（ACE阻害剤）やアンギオテンシンIIレセプターブロッカー（ARB)などの降圧効果は穏やかのものにとどまる。このため、現時点の治療としては、依然として塩分の制限が中心であり、これにカルシウム拮抗剤や利尿剤を組み合わせた配合錠が広く使われるようになっている。

## 歴史
レニンは、1898年にカロリンスカのRobert Tigerstedtによって発見された。また、1983年に、筑波大学の村上和雄教授が「ヒト・レニン」の遺伝子解読に成功した。